# Jean Bollery
Jean Bollery est un metteur en scène et acteur de théâtre et de cinéma français. Son activité s'étend des années 1960 au début des années 2000.
Durant les années 1970, il joue principalement pour le metteur en scène belge Henri Ronse. Puis il fonde sa propre compagnie de théâtre, avec laquelle il fait la plupart de ses mises en scène.
Parlant norvégien, son travail est particulièrement attaché à l'œuvre de dramaturges scandinaves, notamment Henrik Ibsen et August Strindberg.

## Théâtre

### Comme metteur en scène
- 1976 : Le Père d'August Strindberg ;
- 1978 : Latin American Trip d'Arnaldo Calveyra ;
- 1980 : Rosmersholm d'Henrik Ibsen ;
- 1982 : Le Pain dur de Paul Claudel ;
- 1984 :
  - Le Malentendu d'Albert Camus ;
  - Le Chemin de Damas d'August Strindberg ;
- 1985 : On ne sait comment de Luigi Pirandello ;
- 1987 :
  - Devant la prison de Lady Gregory ;
  - L'Ombre du val (en) de John Millington Synge ;
  - Purgatoire de William Butler Yeats ;
  - Suite irlandaise de William Butler Yeats ;
- 1988 : John Gabriel Borkman d'Henrik Ibsen ;
- 1991 : Le Seuil du roi de William Butler Yeats ;
- 1994 : Les Revenants d'Henrik Ibsen ;
- 1994 : Le Dict de Cassandre de Jean Laude ;
- 2000 : Sal P de Katarina Frostenson.

### Comme acteur au théâtre
En dehors de la plupart de ses mises en scène, Jean Bollery joue aussi dans les mises en scène suivantes.
- 1960 : Les Caprices de Marianne d'Alfred de Musset, mis en scène par Guy Rétoré ;
- 1961 :
  - William Conrad de Pierre Boulle, par Marie-Claire Valène ;
  - La vie est un songe de Pedro Calderón de la Barca, par André Charpak ;
- 1963 :
  - La Dame aux camélias d'Alexandre Dumas fils, par Jean Leuvrais ;
  - Hamlet de William Shakespeare, par Morvan Lebesque ;
- 1967 : De l'aube à minuit de Georg Kaiser, par Wolfram Mehring ;
- 1971 : Inferno d'August Strindberg, par Henri Ronse ;
- 1972 :
  - Cléopâtre captive d'Étienne Jodelle, par Henri Ronse ;
  - Le Pèse-nerfs d'après Antonin Artaud, par Henri Ronse ;
  - Le Gardien de tombeau d'après Franz Kafka, par Henri Ronse ;
- 1973 :
  - Le Pélican d'après August Strindberg, par Henri Ronse ;
  - L'Île des morts d'August Strindberg, par Henri Ronse ;
  - Le Cycle de Cuchulain de William Butler Yeats, par Henri Ronse ;
- 1975 :
  - Créanciers d'August Strindberg, par Henri Ronse ;
  - L'Île des morts d'après August Strindberg, par Henri Ronse ;
- 1976 : La Grand-mère française de Claude Prey, par Petrika Ionesco ;
- 1980 : Poker tournant, pièce radiophonique de Jean Thibaudeau, réalisée par Jacques Taroni, France Culture[3] ;
- 1988 : La Vie mode d'emploi de Georges Perec, par Michael Lonsdale ;
- 1995 : Le Courage de ma mère de George Tabori, de Philippe Van Kessel ;
- 2004 : Le Roman inachevé d'après Louis Aragon, par Philippe Chemin.

## Filmographie

### Comme acteur au cinéma
Filmographie sélective
- 1996 : Le Huitième jour de Jaco Van Dormael : le père de Nathalie ;
- 1989 : Papa est parti, maman aussi de Christine Lipinska : le docteur ;
- 1988 : Ville étrangère de Didier Goldschmidt : le président ;
- 1985 : Rosa la rose, fille publique de Paul Vecchiali : Dédé ;
- 1980 :
  - La Provinciale de Claude Goretta : Jacques Legean ;
  - L'Ombre et la Nuit de Jean-Louis Leconte : premier gardien ;
- 1979 : La Fille de Prague avec un sac très lourd de Danielle Jaeggi : le commis / le barbouze / le perquisiteur ;
- 1978 : Madame le juge : Autopsie d'un témoignage de Philippe Condroyer : Camut (série TV)
- 1976 : Je suis Pierre Rivière de Christine Lipinska : le substitut ;
- 1975 : L'Homme du fleuve de Jean-Pierre Prévost : l'instituteur.